# Tenju
Tenju (japanska: 天授?, Tenju), 1375–1381, är en period i den japanska tideräkningen vid det delade Japans södra tron. Tenju varar under norra tronens perioder Eiwa och Kōryaku. Kejsare vid den södra tronen var Chōkei. Shogun var Ashikaga Yoshimitsu.
Två perioder med samma namn (samma kinesiska tecken), men med annat uttal infaller i Kina mellan 690 och 691, under Tangdynastin, samt under år 527, vid Norra Weidynastin under De sydliga och nordliga dynastierna.